# 蕭朝金
蕭朝金（1907年—1947年3月10日），台灣彰化社頭人，父親蕭明爐為醫生，排行第二，大哥蕭亨、三弟蕭朝墩、四弟蕭甲二，是一位虔誠基督徒，公學校畢業後自學考上台南神學院，畢業後歷任台南南門教會、高雄岡山教會基督新教臺灣基督長老教會禮拜堂的牧師，除此，蕭朝金於日治時代亦曾參加「台灣文化協會」。
二二八事件發生以後，當局對他冠以「收容暴民、聚集暴民」的罪名，加以逮捕。根據岡山教會的會友（按：當時為中學生）表示他親眼看到軍人不停地拿槍托毆打蕭氏，並且還逼迫他跪在地上。可是，他只見到蕭朝金不為所動地說：「他只敬畏且跪拜創造宇宙的神，只敬拜上帝，絕不向人下跪。」因此，蕭氏隨即慘遭軍人的槍殺，成為二二八事件當中的犧牲者。